# Thác Bạt Kiền
Trần Lưu Hoàn vương Thác Bạt Kiền (chữ Hán: 拓跋虔, ? - 396), tướng lĩnh, hoàng thân, khai quốc công thần nhà Bắc Ngụy.

## Cuộc đời
Ông nội là Thác Bạt Thập Dực Kiền, ông vua của cuối cùng của nước Đại thời Thập Lục Quốc. Cha là Thác Bạt Hột Căn. Ông là em họ của Bắc Ngụy Đạo Vũ đế Thác Bạt Khuê.
Thác Bạt Kiền từ nhỏ đã nổi danh là dũng cảm, mạnh mẽ. Buổi đầu mở nước, được ban tước Trần Lưu công, cùng Vệ vương Thác Bạt Nghi soái binh đánh bộ lạc Truất Phất (dân tộc Cao Xa), theo Thác Bạt Khuê đánh Lưu Vệ Thần.
Kiền có dáng mạo khôi ngô hơn người, võ nghệ tuyệt luân. Cho rằng những cây sóc thông thường quá nhỏ bé, nên làm riêng những cây sóc cỡ lớn, mà vẫn chê còn nhẹ. Ông bèn treo thêm những cái chuông nhỏ dưới lưỡi sóc.
Kiền có thể giương cung nặng đến gần 10 thạch, những đồ binh khí trong vũ khố ông đều không dùng được. Người thời bấy giờ ca ngợi là "Vệ vương Cung, Hoàn vương Sóc".
Kiền lúc thường lâm trận dùng sóc để chém người, rồi móc lấy mà nhấc cao lên. Có lần ông cắm ngọn sóc trên mặt đất, ruổi ngựa giả vờ thua chạy. kẻ địch tranh nhau đến lấy sóc, chưa kịp chạm vào thì ông đã giương cung mà bắn, 1 mũi tên giết 2, 3 người, sau đó mới thong thả sai người đi nhặt cây sóc về. Mỗi lần theo Thác Bạt Khuê ra trận, Kiền đều đi trước giết địch, không ai chống nổi.

## Cái chết
Tháng 7 năm Thái Nguyên thứ 20 (395), trong trận Tham Hợp pha, Kiền cắt đứt cánh trái của quân đội Hậu Yên, đánh cho Mộ Dung Bảo đại bại. Tháng 3 năm sau, Mộ Dung Thùy phẫn nộ cất quân một lần nữa tấn công Bắc Ngụy, Thác Bạt Khuê rút về Âm Sơn nhằm tránh mũi nhọn của ông ta. Kiền trấn thủ Bình Thành, cậy vũ dũng nên khinh địch, Mộ Dung Thùy hạ được thành, giết chết Thác Bạt Kiền.
Nghe tin ông mất, ai cũng xót xa. Thác Bạt Khuê truy thụy cho ông là Trần Lưu Hoàn vương, về sau cho phối hưởng miếu đình. Con ông là Duyệt được phong Chu Đề vương.

## Thamkhảo
- Ngụy thư - Quyển 15, Chiêu Thành tử tôn